# جراد البحر الشائك الشائع
جراد البحر الشائك الشوكي (الاسم العلمي: Palinurus elephas)، نوع من جراد البحر الشائك الذي أُكتشف في البحر الأبيض المتوسط. من الأسماء الشائعة له جراد البحر الأوروبي الشائك، جراد البحر أو كراي (إيرلندا)، أو جراد البحر الأبيض المتوسط أو جراد البحر الأحمر.